# Chấn thương đầu xuyên thấu
Chấn thương đầu xuyên thấu, chấn thương đầu thâm nhập hoặc chấn thương đầu mở, là một chấn thương đầu trong đó màng cứng, lớp ngoài của màng não, bị phá vỡ. Chấn thương xuyên thấu có thể được các viên đạn có vận tốc cao hoặc các vật thể có vận tốc thấp hơn như dao hoặc mảnh xương do gãy xương sọ được đưa vào não, gây ra. Chấn thương đầu do chấn thương xuyên thấu là trường hợp khẩn cấp y tế nghiêm trọng và có thể gây thương tật vĩnh viễn hoặc tử vong.
Một vết thương đầu xuyên thấu liên quan đến "một vết thương trong đó một vật thể xuyên vào vùng cranium nhưng không thoát ra được". Ngược lại, một vết thương đầu xuyên thủng là một vết thương trong đó một vật thể đi qua đầu và để lại vết thương khi thoát ra.

## Nguyên nhân

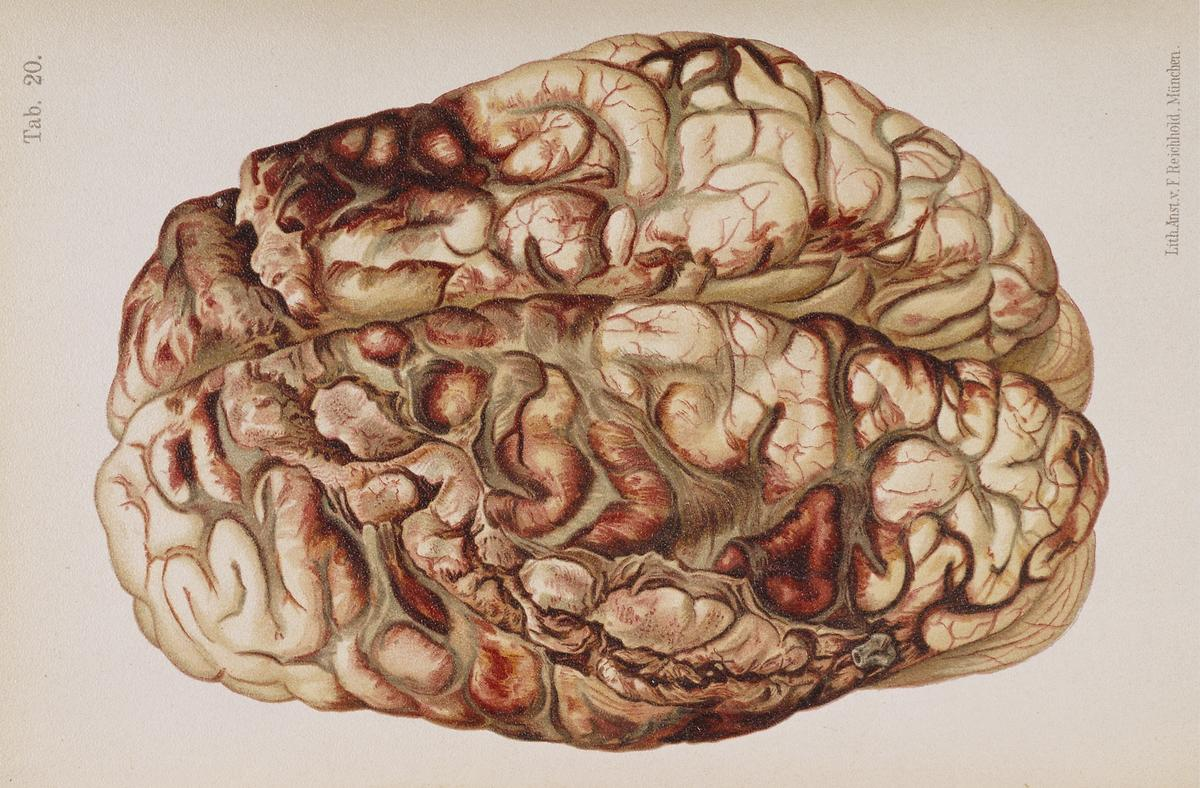
Hình minh họa của não sau vết thương do súng "bao quanh", cho thấy mô hình chấn thương do đường đạn gây ra

Trong tổn thương xuyên thấu từ đạn tốc độ cao, chấn thương có thể xảy ra không chỉ do đạn tạo ra vết rách ban đầu và nghiền nát mô não, mà còn từ sự xâm thực sau đó. Các vật thể có vận tốc cao tạo ra các vòng xoắn và có thể tạo ra một sóng xung kích gây ra chấn thương kéo dài, tạo thành một khoang có đường kính lớn gấp ba đến bốn lần so với bản thân viên đạn. Một khoang tạm thời xung cũng được hình thành bởi một viên đạn tốc độ cao và có thể có đường kính lớn hơn 30 lần so với viên đạn. Mặc dù khoang này bị giảm kích thước khi lực kết thúc, mô bị nén trong quá trình xâm thực vẫn bị tổn thương. Mô não bị phá hủy có thể bị đẩy ra từ vết thương lối vào hoặc lối ra, hoặc bị đóng gói vào các bên của khoang được hình thành từ viên đạn xuyên vào.